# كاسيت الجينات
في علم الأحياء، يعد كاسيت الجينات نوعًا من العناصر الوراثية المتحركة التي تحتوي على جين وموقع إعادة التركيب. يحتوي كل شريط (كاسيت) عادة على جين واحد ويميل إلى أن يكون صغيرًا جدًا؛ بترتيب 500-1000 زوج قاعدي. قد تكون موجودة مدمجة في إنتجرون أو بحرية كحمض نووي دائري. يمكن لأشرطة الجينات أن تتحرك داخل جينوم الكائن الحي أو تنتقل إلى كائن حي آخر في البيئة عبر نقل الجينات الأفقي. غالبًا ما تحمل هذه الكاسيتات(أشرطة) جينات مقاومة للمضادات الحيوية. ومن الأمثلة على ذلك كاسيت (kanMX) الذي يمنح البكتيريا مقاومة للكاناميسين (مضاد حيوي).

## إنتجرون
إنتجرون هي هياكل وراثية في البكتيريا تعبر عن كاسيتات الجينات وتستطيع الحصول عليها وتبادلها. يتكون إنتجرون من محفز، وموقع ارتباط، وجين إنزيم مدمج يقوم بتشفير ريكومبينازالخاص بالموقع. وهناك ثلاث فئات من الإنتجرونات الموصوفة. الوحدات المتنقلة التي يتم إدخالها في الإنتجرونات هي أشرطة جينية. بالنسبة للأشرطة التي تحمل جينًا واحدًا بدون محفز، يتم نسخ سلسلة الكاسيت بأكملها من محفز مجاور داخل الإنتجرون. يُفترض أن يتم إدخال كاسيتات الجينات واستئصالها عبر وسيط دائري. قد يتضمن ذلك إعادة التركيب بين التسلسلات القصيرة الموجودة عند نهايتها والمعروفة باسم 59 عنصرًا أساسيًا - والتي قد لا تكون بطول 59 قاعدة. 59 عنصرًا أساسيًا هي مجموعة متنوعة من التسلسلات التي تعمل كمواقع التعرف على الموقع الخاص بالإنزيم المدمج (الإنزيم المسؤول عن دمج شريط الجينات في الإنتجرون) الذي يحدث في اتجاه مجرى النهر من تسلسل الترميز الجيني.
التنوع والانتشار
تؤدي قدرة العناصر الجينية مثل أشرطة الجينات على استئصال وإدراج الجينوم في ظهور مناطق جينية متشابهة للغاية في الكائنات الحية ذات الصلة البعيدة. تتشابه الفئات الثلاث للإنتجرونات في الهيكل ويتم تحديدها من خلال مكان حدوث عمليات الإدخال والأنظمة التي تتزامن معها. تُرى الإنتجرونلت من الفئة 1 في مجموعة متنوعة من الجينومات البكتيرية ومن المحتمل أن تكون جميعها من سلف واحد مشترك. أدى انتشار الإنتجرون إلى تشكيل التطور البكتيري من خلال السماح بالنقل السريع للجينات الجديدة إلى كائن حي ، مثل الجينات المقاومة للمضادات الحيوية.

## الهندسة الوراثية
في الهندسة الوراثية، يعد الكاسيت الجيني جزءًا من الحمض النووي يمكن التلاعب به، وقادرًا على التعبير عن واحد أو أكثر من الجينات المهمة بين مجموعة واحدة أو أكثر من مواقع التقييد. يمكن نقله من تسلسل الحمض النووي (عادةً على ناقل) إلى تسلسل آخر عن طريق "قطع" الجزء باستخدام إنزيمات التقييد و "لصقها" مرة أخرى في السياق الجديد. عادةً ما تحمل النواقل التي تحتوي على الجين محل الاهتمام أيضًا جينًا مقاومًا للمضادات الحيوية يسمى الواسمة المختارة للتعرف بسهولة على الخلايا التي نجحت في دمج الناقل في جينومها.
لإدخال ناقل في خلية مستهدفة، يجب استنتاج حالة الكفاءة في الخلية. تحدث هذه الحالة في المختبر عن طريق احتضان الخلايا بكلوريد الكالسيوم قبل حدوث صدمة حرارية قصيرة،أوعن طريق التثقيب الكهربائي. هذا يجعل الخلايا أكثر عرضة للبلازميد الذي يتم إدخاله. بمجرد إضافة البلازميد، تنمو الخلايا في وجود مضاد حيوي لتأكيد امتصاص العناصر الجينية الجديدة والتعبير عنها.
أظهر استخدام أنظمة كريسبر/كاس9 نجاحًا في إدخال الجينات في جينومات حقيقية النواة. بينما لا يزال تعديل كريسبر في مهده، هناك أدلة مهمة على استخدامه مع تقنيات أخرى لإنتاج أنظمة تحرير الجينوم عالية الإنتاجية. تعد الهندسة الوراثية للبكتيريا لإنتاج مجموعة متنوعة من المنتجات الصناعية ، بما في ذلك الوقود الحيوي والمواد الكيميائية المتخصصة / المغذيات مجالًا رئيسيًا للبحث.

## نقل الجينات الأفقي
نقل الجينات الأفقي هو نقل العناصر الجينية بين الخلايا بخلاف الوراثة الأبوية. نقل الجينات الأفقي هو المسؤول عن الكثير من انتشار مقاومة المضادات الحيوية بين البكتيريا. يمكن نقل أشرطة الجينات التي تحتوي على جينات مقاومة المضادات الحيوية، أو عوامل الفوعة الأخرى مثل السموم الخارجية، من خلية إلى أخرى عن طريق العاثية، أوالتنبيغ، أو المأخوذة من البيئة، أو التحول، أو الاقتران البكتيري. دور كبير في تطور بدائيات النوى. العديد من الكائنات الحية المتعايشة، مثل الإشريكية القولونية ، تحتوي بانتظام على واحد أو أكثر من أشرطة الجينات التي تنقل مقاومة المضادات الحيوية. يؤدي النقل الأفقي للعناصر الوراثية من المتكافئات غير الممرضة إلى الأنواع غير ذات الصلة إلى مسببات أمراض شديدة الضراوة يمكن أن تحمل جينات مقاومة متعددة للمضادات الحيوية. يخلق الانتشار المتزايد للمقاومة أسئلة صعبة للباحثين والأطباء.